# Zénobe Gramme
Zénobe Théophile Gramme (ur. 4 kwietnia 1826, zm. 20 stycznia 1901) – belgijski elektrotechnik. 

## Życiorys
W 1869 roku wynalazł komutator, przyczyniając się do rozwoju maszyn elektrycznych prądu stałego. W 1871 roku zbudował pierwszą prądnicę prądu stałego, zwaną od jego nazwiska prądnicą Gramme’a.